# Рей Аллен
Волтер Рей Аллен (молодший) (англ. Walter Ray Allen Jr., нар. 20 липня 1975, Мерсед, Каліфорнія, США) — американський професіональний баскетболіст, що грав на позиції атакувального захисника за декілька команд НБА. Гравець національної збірної США. Дворазовий чемпіон НБА, олімпійський чемпіон 2000 року. Лідер в історії НБА за кількістю влучних триочкових кидків.
У вересні 2018 року введений до Баскетбольної зали слави.

## Ігрова кар'єра

### Ранні роки
Народився в сім'ї військового, тому родина часто змінювала місце проживання. До того, як родина осіла у Південній Кароліні, жив в Англії, Оклахомі, Каліфорнії та Німеччині. Починав грати у баскетбол у команді старшої школи Гіллкрест (Делзелл, Південна Кароліна), з якою виграв чемпіонат штату. На університетському рівні грав за команду Коннектикут (1993—1996), надавши їй перевагу перед Кентакі. На останньому курсі був названий найкращим баскетболістом року конференції. Закінчив кар'єру в університеті з 1,922 очками, що є другим результатом в історії закладу.

### Мілвокі Бакс
1996 року був обраний у першому раунді драфту НБА під загальним 5-м номером командою «Міннесота Тімбервулвз». Проте професіональну кар'єру розпочав 1996 року виступами за «Мілвокі Бакс», куди разом з Ендрю Ленгом був обміняний одразу після драфту на Стефона Марбері. Захищав кольори команди з Мілвокі протягом наступних 7 сезонів. 25 березня 1997 року провів найрезультативніший на той момент матч в кар'єрі, набравши 32 очки у грі проти «Фінікс Санз». За підсумками дебютного сезону був включений до другої збірної новачків. Найуспішнішим сезоном у складі «Бакс» став 2000–2001, коли він виграв Конкурс триочкових кидків на Зірковому вікенді; був обраний до Третьої збірної всіх зірок НБА; та вивів «Мілвокі» як лідер «Великої трійки» (разом з Семом Касселлом та Гленном Робінсоном) до фіналу Східної конференції, де його команда програла «Філадельфії» Аллена Айверсона.

### Сіетл Суперсонікс

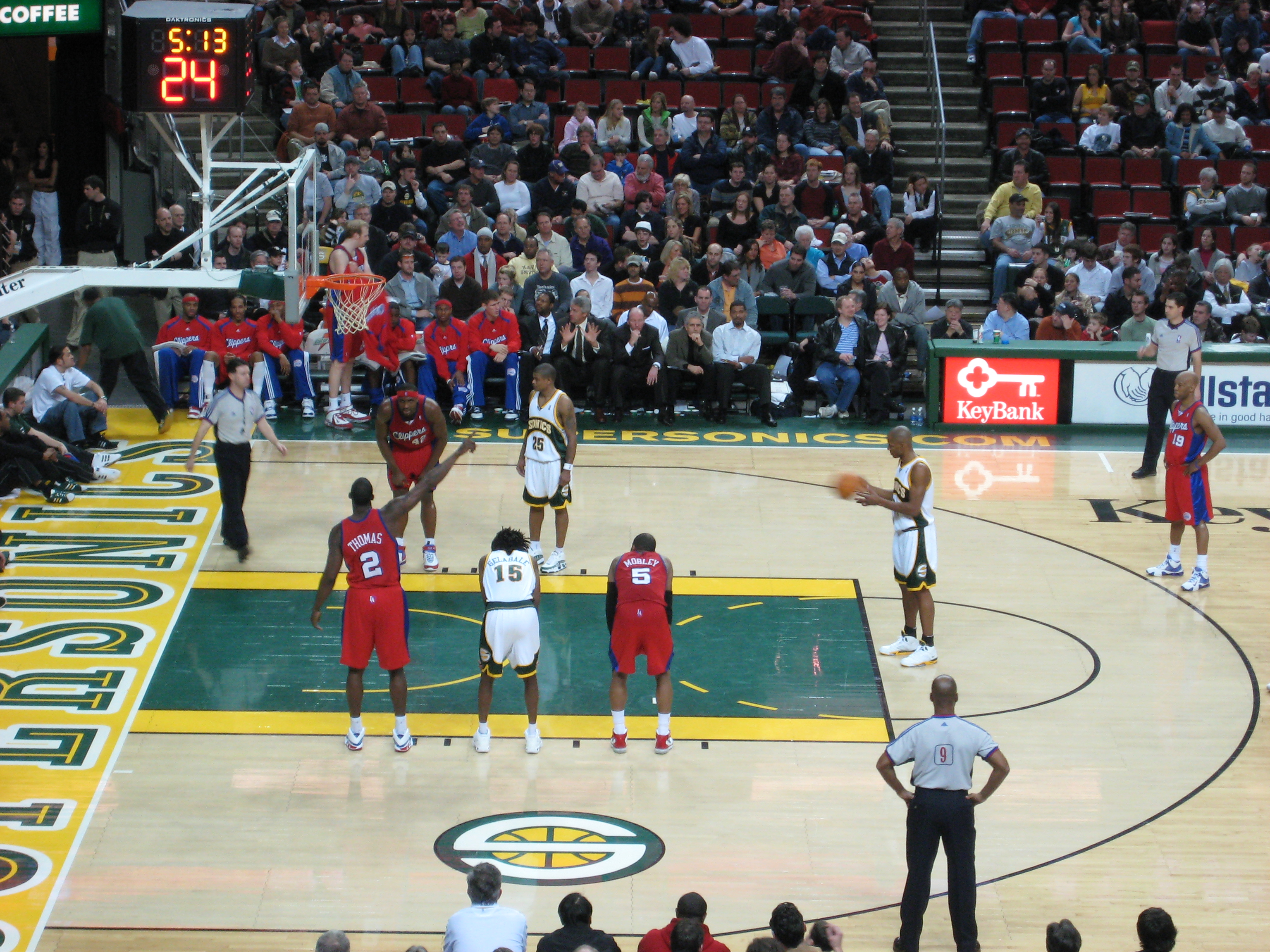
Аллен виконує штрафний кидок

З 2003 по 2007 рік грав у складі «Сіетл Суперсонікс», куди разом з Роналдом Марреєм та Кевіном Оллі був обміняний на Гарі Пейтона та Десмонда Мейсона. 2005 року був включений до Другої збірної всіх зірок НБА. Протягом сезону 2006–2007 набирав в середньому 26,4 очка за гру, що стало найкращим показником у всій його кар'єрі. 7 квітня 2006 перемістився на другу сходинку в списку гравців НБА з найбільшою кількістю влучних триочкових кидків, поступаючись лише Реджі Міллеру. 12 січня 2007 року в матчі проти «Юта Джаз» забив 54 очки, що стало його особисти рекордом.

### Бостон Селтікс

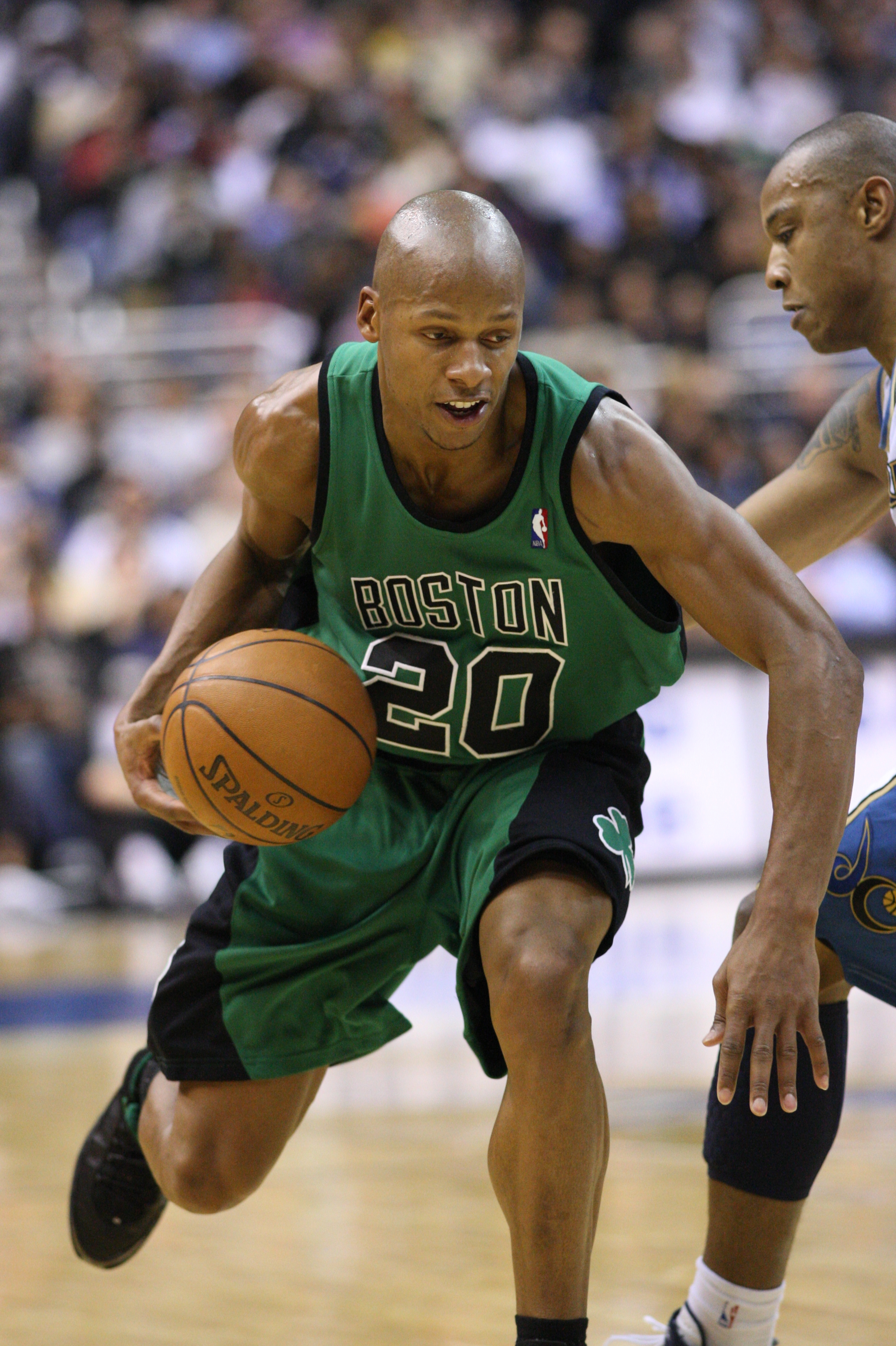
Аллен у 2008

2007 року разом з Гленом Девісом перейшов до «Бостон Селтікс» в обмін на Делонте Веста, Воллі Щерб'яка та Джеффа Гріна. У складі команди з Бостона провів наступні 5 сезонів своєї кар'єри. Невдовзі після придбання Аллена, «Бостон» також придбав форварда «Міннесоти» Кевіна Гарнетта. Таким чином, маючи у складі ще Пола Пірса «Бостон» заявив про свої чемпіонські амбіції. За підсумками регулярного сезону команда виграла 66 матчів та програла 16, що дозволило їй бути першою сіяною на Сході. У плей-оф «Бостон» не без проблем здолав опір «Атланта Гокс» та «Клівленд Кавальєрс» у серії з семи матчів у двох випадках. У фіналі Східної конференції була обіграна команда з Детройта. У фіналі НБА Бостон зустрівся з «Лос-Анджелес Лейкерс», у серії з якими і виграв чемпіонат. Таким чином Аллен виграв своє перше чемпіонство у кар'єрі.
Наступного разу пробився до фіналу НБА у 2010 році, коли «Бостон» знову зустрівся з «Лейкерс». Однак цього разу перемогу святкувала команда з Лос-Анджелеса.
10 лютого 2011 року в матчі проти тих же «Лейкерс» обійшов Реджі Міллера в списку гравців з найбільшою кількістю влучань триочкових кидків (2,562). Цей сезон також ознаменувався тим, що він вдесяте та востаннє в кар'єрі був запрошений для участі в Матчі усіх зірок.

### Маямі Гіт

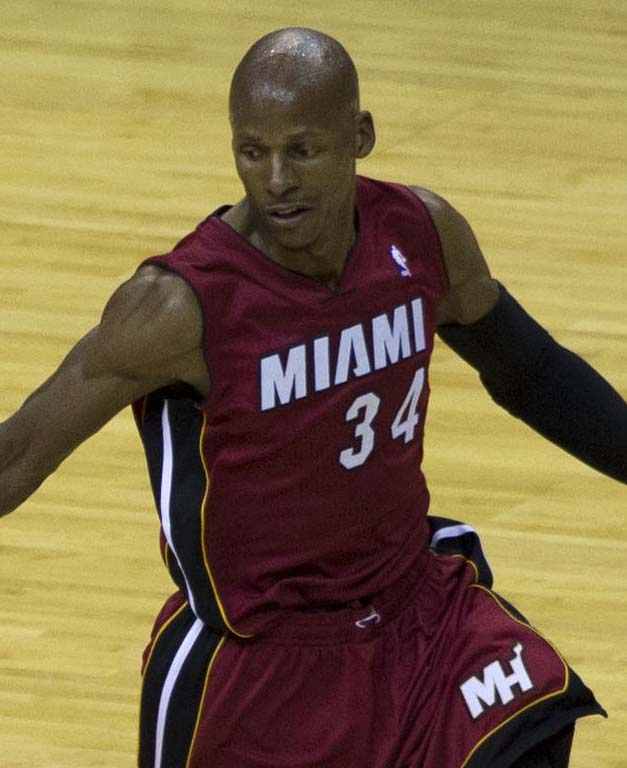
Аллен у 2014

Останньою ж командою в кар'єрі гравця стала «Маямі Гіт», до складу якої він приєднався 2012 року і за яку відіграв 2 сезони. У свій перший сезон в команді з Маямі завоював своє друге чемпіонство НБА, обігравши у фіналі «Сан-Антоніо Сперс». 2014 року вдруге дійшов з командою до фіналу, де «Гіт» знову зустрілися з «Сан-Антоніо», проте цього разу «Сперс» взяли реванш.
Після закінчення контракту з Маямі вирішив відпочити рік, щоб потім знову повернутися до НБА. Однак цього так і не сталося, а 1 листопада 2016 року офіційно оголосив про завершення спортивної кар'єри.
У вересні 2018 року введений до Баскетбольної зали слави.

## Кар'єра актора
1998 року зіграв перспективного школяра-баскетболіста у фільмі «Його гра» режисера Спайка Лі, де одну з головних ролей також зіграв Дензел Вашингтон. Роджер Еберт позитивно оцінив його гру, зазначивши: «Цей рідкісний момент: спортсмен, який може грати ролі у кіно». А ось «New York Magazine» описав його як «витонченого та швидкого в баскетбольних сценах», але підкресливши «погану ефективність в інших сценах».
2001 року зіграв Маркуса Блейка у фільмі «Людина з Гарварда». 2015 року разом з Кайрі Ірвінгом, Бероном Девісом та Джей Бі Смувом зіграв у серії рекламних роликів Pepsi «Дядько Дру» (Uncle Drew).

## Особисте життя
Одружений з співачкою та акторкою Шеннон Вокер Вільямс, з якою має чотирьох дітей.
27 березня 2018 року видав свою автобіографію «З середини» (From the Outside).

## Статистика виступів в НБА
| † | Позначає сезон, в якому Рей Аллен ставав чемпіоном НБА |

### Регулярний сезон
| Сезон              | Команда             | GP    | GS    | MPG  | FG%  | 3P%  | FT%  | RPG | APG | SPG | BPG | PPG  |
| ------------------ | ------------------- | ----- | ----- | ---- | ---- | ---- | ---- | --- | --- | --- | --- | ---- |
| 1996–97            | «Мілвокі Бакс»      | 82    | 81    | 30.9 | .430 | .393 | .823 | 4.0 | 2.6 | .9  | .1  | 13.4 |
| 1997–98            | «Мілвокі Бакс»      | 82    | 82    | 40.1 | .428 | .364 | .875 | 4.9 | 4.3 | 1.4 | .1  | 19.5 |
| 1998–99            | «Мілвокі Бакс»      | 50    | 50    | 34.4 | .450 | .356 | .903 | 4.2 | 3.6 | 1.1 | .1  | 17.1 |
| 1999–2000          | «Мілвокі Бакс»      | 82    | 82    | 37.4 | .455 | .423 | .887 | 4.4 | 3.8 | 1.3 | .2  | 22.1 |
| 2000–01            | «Мілвокі Бакс»      | 82    | 82    | 38.2 | .480 | .433 | .888 | 5.2 | 4.6 | 1.5 | .2  | 22.0 |
| 2001–02            | «Мілвокі Бакс»      | 69    | 67    | 36.6 | .462 | .434 | .873 | 4.5 | 3.9 | 1.3 | .3  | 21.8 |
| 2002–03            | «Мілвокі Бакс»      | 47    | 46    | 35.8 | .437 | .395 | .913 | 4.6 | 3.5 | 1.2 | .2  | 21.3 |
| 2002–03            | «Сіетл Суперсонікс» | 29    | 29    | 41.3 | .441 | .351 | .920 | 5.6 | 5.9 | 1.6 | .1  | 24.5 |
| 2003–04            | «Сіетл Суперсонікс» | 56    | 56    | 38.4 | .440 | .392 | .904 | 5.1 | 4.8 | 1.3 | .2  | 23.0 |
| 2004–05            | «Сіетл Суперсонікс» | 78    | 78    | 39.3 | .428 | .376 | .883 | 4.4 | 3.7 | 1.1 | .1  | 23.9 |
| 2005–06            | «Сіетл Суперсонікс» | 78    | 78    | 38.7 | .454 | .412 | .903 | 4.3 | 3.7 | 1.3 | .2  | 25.1 |
| 2006–07            | «Сіетл Суперсонікс» | 55    | 55    | 40.3 | .438 | .372 | .903 | 4.5 | 4.1 | 1.5 | .2  | 26.4 |
| 2007–08†           | «Бостон Селтікс»    | 73    | 73    | 35.9 | .445 | .398 | .907 | 3.7 | 3.1 | .9  | .2  | 17.4 |
| 2008–09            | «Бостон Селтікс»    | 79    | 79    | 36.4 | .480 | .409 | .952 | 3.5 | 2.8 | .9  | .2  | 18.2 |
| 2009–10            | «Бостон Селтікс»    | 80    | 80    | 35.2 | .477 | .363 | .913 | 3.2 | 2.6 | .8  | .3  | 16.3 |
| 2010–11            | «Бостон Селтікс»    | 80    | 80    | 36.1 | .491 | .444 | .881 | 3.4 | 2.7 | 1.0 | .2  | 16.5 |
| 2011–12            | «Бостон Селтікс»    | 46    | 42    | 34.0 | .458 | .453 | .915 | 3.1 | 2.4 | 1.1 | .2  | 14.2 |
| 2012–13†           | «Маямі Гіт»         | 79    | 0     | 25.8 | .449 | .419 | .886 | 2.7 | 1.7 | .8  | .2  | 10.9 |
| 2013–14            | «Маямі Гіт»         | 73    | 9     | 26.5 | .442 | .375 | .905 | 2.8 | 2.0 | .7  | .1  | 9.6  |
| Усього за кар'єру  | Усього за кар'єру   | 1,300 | 1,149 | 35.6 | .452 | .400 | .894 | 4.1 | 3.4 | 1.1 | .2  | 18.9 |
| В іграх усіх зірок | В іграх усіх зірок  | 10    | 0     | 20.1 | .423 | .310 | .765 | 2.6 | 2.2 | 1.1 | .2  | 14.5 |

### Плей-оф
| Сезон             | Команда             | GP  | GS  | MPG  | FG%  | 3P%  | FT%  | RPG | APG | SPG | BPG | PPG  |
| ----------------- | ------------------- | --- | --- | ---- | ---- | ---- | ---- | --- | --- | --- | --- | ---- |
| 1999              | «Мілвокі Бакс»      | 3   | 3   | 40.0 | .532 | .474 | .615 | 7.3 | 4.3 | 1.0 | .3  | 22.3 |
| 2000              | «Мілвокі Бакс»      | 5   | 5   | 37.2 | .444 | .385 | .909 | 6.6 | 2.6 | 1.6 | .0  | 22.0 |
| 2001              | «Мілвокі Бакс»      | 18  | 18  | 42.7 | .477 | .479 | .919 | 4.1 | 6.0 | 1.3 | .6  | 25.1 |
| 2005              | «Сіетл Суперсонікс» | 11  | 11  | 39.6 | .474 | .378 | .889 | 4.3 | 3.9 | 1.3 | .4  | 26.5 |
| 2008†             | «Бостон Селтікс»    | 26  | 26  | 38.0 | .428 | .396 | .913 | 3.8 | 2.7 | .9  | .3  | 15.6 |
| 2009              | «Бостон Селтікс»    | 14  | 14  | 40.4 | .403 | .350 | .948 | 3.9 | 2.6 | 1.1 | .4  | 18.3 |
| 2010              | «Бостон Селтікс»    | 24  | 24  | 38.5 | .431 | .386 | .863 | 3.3 | 2.6 | .9  | .1  | 16.1 |
| 2011              | «Бостон Селтікс»    | 9   | 9   | 40.1 | .523 | .571 | .960 | 3.8 | 2.4 | 1.2 | .1  | 18.9 |
| 2012              | «Бостон Селтікс»    | 18  | 10  | 34.2 | .395 | .304 | .711 | 4.1 | 1.0 | .9  | .1  | 10.7 |
| 2013†             | «Маямі Гіт»         | 23  | 0   | 24.9 | .430 | .406 | .870 | 2.8 | 1.3 | .5  | .1  | 10.2 |
| 2014              | «Маямі Гіт»         | 20  | 1   | 26.4 | .413 | .388 | .919 | 3.4 | 1.6 | .7  | .2  | 9.3  |
| Усього за кар'єру | Усього за кар'єру   | 171 | 121 | 35.5 | .443 | .401 | .883 | 3.8 | 2.6 | 1.0 | .2  | 16.1 |